# Leslie Hammond
Leslie Charles Hammond  (Madras, 4. ožujka 1905. — nije poznat nadnevak smrti) je bivši indijski hokejaš na travi. Igrao je na mjestu vratara. Miješanog je podrijetla, anglo-indijskog.
Osvojio je zlatno odličje na hokejaškom turniru na Olimpijskim igrama 1928. u Amsterdamu igrajući za Britansku Indiju. Odigrao je tri susreta. Igrao je na mjestu braniča.
Isto je odličje osvojio i na idućem hokejaškom turniru na Olimpijskim igrama 1932. u Los Angelesu igrajući za Britansku Indiju. Odigrao je 1 susret i to na mjestu braniča.

## Vanjske poveznice
- Profil na Database Olympics
- Profil na Sports Reference.com  Arhivirana inačica izvorne stranice od 25. srpnja 2012. (Wayback Machine)